# Мари Клод Надаф
Мари Клод Надаф (енгл. Marie Claude Naddaf,арап. ماري كلود نداف; Сирија) сиријска је монахиња и браниоц женских права у Сирији. Године 1994, Мари Клод Надаф постаје настојатељица манастира Добри Пастир у Дамаску, а 1996. она и њен манастир отварају склониште Оаза (енгл. Oasis Shelter), прво уточиште у Сирији за жртве породичног насиља и трговине људима.
Успела је такође да обезбеди да жене које су биле притворене од стране полиције буду одведене у прихватни центар ако се утврдило да су жртве трговине људима. Основала је вртић и програм стручног оспособљавања за жене у затвору у Дамаску.
10. марта 2010. године добила је међународну награду за жену храбрости од Државног секретара Сједињених Америчких Држава, Хилари Клинтон.